# Ida de Austria
Ida de Austria sau Itha (n. 1060 – d. 1101, Ereğli, Turcia) a fost fiica lui Rapoto al IV-lea din districtul de Cham.
Ida s-a căsătorit cu margraful Austriei, Leopold al II-lea, din dinastia Babenberg, fiind mama lui Leopold al III-lea de Austria. Ea era considerată drept una dintre cele mai frumoase femei ale vremii sale.
Ida a participat la Cruciada din 1101, iar în septembrie al aceluiași an s-a numărat printre cruciații care au căzut în ambuscada de la Heraclea Cybistra, pusă la cale de sultanul selgiucid Kilij Arslan I. Cronicarul Ekkehard de Aura relatează că Ida a fost ucisă în luptă, însă au existat zvnonuri că ea ar fi supraviețuit măcelului și că ar fi fost răpită pentru a completa haremul sultanului. Legende târzii consideră că ea ar fi fost mama eroului musulman Zengi, fapt imposibil fie și doar datorită neconcordanței cronologice.